# The Master (televisieserie)
The Master is een Amerikaanse televisieserie bedacht door Michael Sloan. De serie liep één seizoen van dertien afleveringen en werd uitgezonden op NBC. De serie was qua toon vergelijkbaar met The A-Team.

## Verhaal
John Peter McAllister (Lee Van Cleef) is de enige Westerse man die ooit toegelaten werd tot een ninja-clan. Hij was oorspronkelijk een Amerikaanse veteraan die na de Tweede Wereldoorlog in Japan verbleef en daar de geheimen van de ninja’s leerde om uiteindelijk een ninjameester te worden. Op een dag komt hij erachter dat hij een dochter heeft in Amerika, die hij nooit gezien heeft. Om haar te vinden verlaat de inmiddels oude John Japan om in Amerika op zoek te gaan naar zijn lang verloren dochter. Dit vertrek wordt gezien als verraad onder de ninja’s. Met name zijn leerling Okasa (Sho Kosugi) neemt dit zijn meester erg kwalijk. Okasa gaat ook naar Amerika om zijn voormalige meester te vermoorden. In Amerika ontmoet John de jonge Max Keller (Timothy Van Patten), die hem helpt bij het vinden van zijn dochter en zijn leerling wordt.
De meeste afleveringen draaien om het duo dat in een oud busje het land doorkruist en mensen hun hulp aanbiedt. Centraal staan de zoektocht naar Johns dochter en de aanslagen die op hem worden gepleegd door Okasa.

## Cast
- Lee Van Cleef: John Peter McAllister aka "The Master"
- Timothy Van Patten: Max Keller
- Shô Kosugi: Okasa
- Demi Moore: Holly Trumbull (aflevering "Max")
- Claude Akins: Mr. Trumbull (aflevering "Max")
- Clu Gulager: Mr. Christensen (aflevering "Max")
- Soon-Tek Oh: Lika (aflevering "Out-of-Time Step")
- Crystal Bernard: Carrie Brown (aflevering "State of the Union")
- David McCallum: Castile (aflevering "Hostages")
- George Lazenby: Mallory (aflevering "Hostages")
- Diana Muldaur: Maggie Sinclair (aflevering "Juggernaut")
- Stuart Whitman: Mr. J. Hellman (aflevering "Juggernaut")
- Janine Turner: Gina/Teri (aflevering "The Good, the Bad, and the Priceless")
- George Maharis: Simon Garrett (aflevering "The Good, the Bad, and the Priceless")
- Jack Kelly: Brian Elkwood (aflevering "Kunoichi")
- Kabir Bedi: Kruger (aflevering "The Java Tiger")
- Doug McClure: Patrick Keller (aflevering "Failure to Communicate")
- Marc Alaimo: Straker (aflevering "Failure to Communicate")
- Mark Goddard: Paul Stillwell (aflevering "Failure to Communicate")
- Rebecca Holden: Laura Crane (aflevering "Failure to Communicate")
- Edd Byrnes: Lt. Ryan (aflevering "Failure to Communicate")

## Afleveringen
1. Max
2. Out-of-Time Step
3. State of the Union
4. Hostages
5. High Rollers
6. Fat Tuesday
7. Juggernaut
8. The Good, the Bad and the Priceless
9. Kunoichi
10. The Java Tiger
11. Failure To Communicate
12. Rogues
13. A Place to Call Home

## Televisiefilms
De afleveringen van de serie werden later per twee samengevoegd tot zeven televisiefilms. Deze films droegen de titel “Master Ninja” 1 tot en met 7.

## Mystery Science Theater 3000
De serie zou waarschijnlijk al grotendeels vergeten zijn, ware het niet dat twee van de televisiefilms werden gebruikt voor de cultserie Mystery Science Theater 3000. Eind seizoen 3 werden “Master Ninja I” en “Master Ninja II” behandeld in deze serie. De derde Master Ninja film stond ook gepland, maar werd uiteindelijk vervangen door Samson vs. the Vampire Women.